# Oliver Sørensen
Oliver Sørensen Jensen (Nørre Aaby, 10 marzo 2002) è un calciatore danese, centrocampista del Parma.

## Carriera

### Club
Sørensen ha iniziato a giocare a calcio nel Nørre Aaby, per passare successivamente allo Strib e, nel 2003, all'Odense Kammeraternes Sportsklub (OKS). Al compimento del 15º anno di età, ha firmato un contratto triennale con il Midtjylland.
È stato aggregato alla formazione Under-19 del club già all'età di 16 anni, iniziando a giocarci presto in maniera continuativa; ad agosto 2018 ha firmato un nuovo accordo con il Midtjylland, valido per tre stagioni. A giugno 2019 ha ulteriormente prolungato il contratto con il club, sempre per le successive tre stagioni, ed è stato aggregato stabilmente in prima squadra dal campionato 2020-2021.
Ha esordito in Superligaen in data 28 giugno 2020, subentrando ad Anders Dreyer nella vittoria per 1-2 in casa del Copenaghen.
Il 26 gennaio 2021, il Midtjylland ha reso noto d'aver ceduto Sørensen in prestito al Fredericia, fino al termine della stagione. Il 12 febbraio ha quindi disputato la prima partita in 1. Division, venendo schierato titolare nella sconfitta per 4-0 subita sul campo del Viborg. Il 10 maggio seguente ha trovato la prima rete con la nuova maglia, in occasione della partita vinta per 1-2 in casa dell'Esbjerg.
Tornato al Midtjylland per fine prestito, il 9 dicembre 2021 ha esordito nelle competizioni UEFA per club: ha sostituito Júnior Brumado nella partita pareggiata per 0-0 sul campo del Ludogorec, nella fase a gironi dell'Europa League.
Il 31 marzo 2022, Sørensen è passato in prestito ai norvegesi dell'HamKam: ha scelto di vestire la maglia numero 19. Il 2 aprile ha debuttato quindi in Eliteserien, subentrando a Vegard Kongsro nel pareggio casalingo per 2-2 contro il Lillestrøm.
Il 16 giugno 2022, il Midtjylland ha richiamato Sørensen alla base, aggregandolo alla rosa per la stagione 2022-2023.
Il 13 agosto 2025 viene acquistato dal Parma.

### Nazionale
Ha giocato nelle nazionali giovanili danesi Under-16, Under-17 ed Under-19.

## Statistiche

### Presenze e reti nei club
Statistiche aggiornate al 13 ottobre 2022.
| Stagione           | Club               | Campionato         | Campionato | Campionato | Coppe nazionali | Coppe nazionali | Coppe nazionali | Coppe continentali | Coppe continentali | Coppe continentali | Supercoppe | Supercoppe | Supercoppe | Totale | Totale |
| Stagione           | Club               | Comp               | Pres       | Reti       | Comp            | Pres            | Reti            | Comp               | Pres               | Reti               | Comp       | Pres       | Reti       | Pres   | Reti   |
| ------------------ | ------------------ | ------------------ | ---------- | ---------- | --------------- | --------------- | --------------- | ------------------ | ------------------ | ------------------ | ---------- | ---------- | ---------- | ------ | ------ |
| 2019-2020          | Midtjylland        | SL                 | 2          | 0          | CD              | 0               | 0               | -                  | -                  | -                  | -          | -          | -          | 2      | 0      |
| 2020-gen. 2021     | Midtjylland        | SL                 | 0          | 0          | CD              | 0               | 0               | UCL                | 0                  | 0                  | -          | -          | -          | 0      | 0      |
| gen.-giu. 2021     | Fredericia         | 1D                 | 11         | 1          | CD              | -               | -               | -                  | -                  | -                  | -          | -          | -          | 11     | 1      |
| 2021-mar. 2022     | Midtjylland        | SL                 | 4          | 0          | CD              | 3               | 0               | UCL+UEL            | 0+1                | 0                  | -          | -          | -          | 8      | 0      |
| mar.-giu. 2022     | HamKam             | ES                 | 6          | 0          | CN              | 0               | 0               | -                  | -                  | -                  | -          | -          | -          | 6      | 0      |
| 2022-2023          | Midtjylland        | SL                 | 7          | 0          | CD              | 0               | 0               | UCL+UEL            | 3+2                | 0                  | -          | -          | -          | 8      | 0      |
| Totale Midtjylland | Totale Midtjylland | Totale Midtjylland | 13         | 0          |                 | 3               | 0               |                    | 6                  | 0                  |            | -          | -          | 22     | 0      |
| Totale             | Totale             | Totale             | 30         | 1          |                 | 3               | 0               |                    | 6                  | 0                  |            | -          | -          | 39     | 1      |

## Palmarès

### Club

#### Competizioni nazionali
- Campionato danese: 1

Midtjylland: 2023-2024